# Будылин, Юрий Владимирович
Юрий Владимирович Будылин (8 января 1982, Нижнекамск, Татарская ССР, СССР) — российский футболист, выступавший на позиции нападающего. Брат Сергея Будылина.

## Биография
Родился 8 января 1982 года в Нижнекамске и является воспитанником местного футбола. Профессиональную карьеру начал в 1999 году в клубе «Нефтехимик», за который выступал до 2005 года. В сезоне 2006 выступал за команду «Носта», с которой стал победителем зоны второго дивизиона и вышел с клубом в первый дивизион. Однако в весенней части сезона 2007 не сыграл за команду ни одного матча и летом того же года подписал контракт с клубом второго дивизиона «Алнас». В 2009 году вернулся в «Нефтехимик», где выступал ещё три года. Последний сезон на профессиональном уровне провёл в 2011/12 годах в клубе «Газовик».
Всего за «Нефтехимик» сыграл 294 матча в первенствах страны, по состоянию на 2017 год занимает второе место в истории клуба по числу сыгранных матчей.
В 2015 году вместе с братом стал выступать за команду «Нефтехимик-2» в чемпионате Татарстана.

## Достижения
«Нефтехимик»
- Победитель первенства ПФЛ (2): 2000 (зона «Урал»), 2011/2012 (зона «Урал-Поволжье»)

«Носта»
- Победитель первенства ПФЛ (зона «Урал-Поволжье»): 2006

«Газовик»
- Победитель первенства ПФЛ (зона «Урал-Поволжье»): 2012/2013